# Camptosaurus
Camptosaurus är ett utdött släkte av växtätande fågelhöftade dinosaurier från yngre jura från västra Nordamerika. Fossil hittades även i Tyskland. Namnet betyder "ödla med flexibel rygg" (av grekiska καμπτος / kamptos - "böjd" och σαυρος / sauros - "ödla").
Arten Camptosaurus dispar var ungefär 6 meter lång och 3 meter hög. Den kännetecknas av en spetsig nos som liknar en näbb. Släktet delar flera egenskaper med släktet Iguanodon. Vid handen fanns fem fingrar och bakfoten hade bara tre full utvecklade tår.